# Drugi rat za nezavisnost Italije
Drugi rat za nezavisnost Italije ili Austrijsko-sardinijski rat je rat između Austrijskog carstva s jedne strane i Francuske i kraljevine Sardinije s druge strane, tijekom 1859. godine. U tom je ratu Austrija izgubila, pa je Lombardija pripala Sardiniji. Taj je rat utro put ujedinjenju Italije 1861. godine. 

## Tijek rata
Nakon Bečkog kongresa 1815., kraljevstvo Lombardije i Venecije je bilo pod austrijskom upravom, pa je vojska Sardinije sa saveznikom Francuskom nastojala ga ponovo osvojiti. Francuski car Napoleon III. i predsjednik vlade Sardinije Camillo Benso di Cavour sklopili su tajni savez protiv Austrije, po kojem Francuska obećava pomoć Sardiniji ako ju Austrija napadne, a Sardinija će Francuskoj dati Savoju i Nicu. Di Cavour nije mogao dobiti francusku pomoć ako Austrija ne napadne, pa je isprovocirao Austriju raznim vojnim manevrima duž granice.
Austrija je 23. travnja 1859. izdala ultimatum zahtijevajući potpunu demilitarizaciju kraljevine Sardinije. Oni su se na to oglušili, pa je Austrija započela rat 29. travnja 1859., i tako u rat uvukla Francusku.
Za vrijeme objave rata nije bilo francuske vojske u Italiji. Austrijska vojska je računala da će brzo pobijediti sardinijsku vojsku prije dolaska Francuza, no francuska vojska je koristila željeznicu za masovan dolazak u Sardiniju. 
U svim bitkama koje su uslijedile, austrijska vojska je bila poražena, iako je ponekad bila i mnogobrojnija. No, zbog straha da će u rat biti uključene i njemačke države, Napoleon je počeo tražiti izlaz iz rata, te je potpisao primirje s Austrijancima. Austrija je predala Francuskoj većinu Lombardije s Milanom, a Francuska je odmah ta područja predala Sardiniji.
1860. godine, središnje talijanske države: vojvodstva Parma, Modena i Toscana, te papinska država, pripajaju se Sardiniji. Konačno ujedinjenje Italije dogodilo se nakon vojnog pohoda Giuseppea Garibaldija i njegovih tisuću dobrovoljaca na Kraljevstvo dviju Sicilija, što je rezultiralo njenim nestajanjem i pripajanjem Sardiniji, nakon čega se stvara Kraljevina Italija.